# Cris Cyborg
Cristiane Justino Venâncio sinh ngày 09 tháng 07 năm 1985 ở Curitiba, Bzazil (cô có hai quốc tịch là Brazil và USA), được biết đến phổ biến với tên gọi khi thi đấu chuyên nghiệp là Cris Cyborg (cô còn một tên gọi lúc kết hôn là Cristiane Santos), là một võ sĩ hỗn hợp người Mỹ gốc Brazil  hiện đang ký hợp đồng với UFC. Cô là cựu vô địch hạng lông thế giới UFC, Strikeforce và Invicta FC. Cyborg lần đầu tiên được người hâm mộ biết đến khi cô giành được danh hiệu Strikeforce vào ngày 15 tháng 08 năm 2009, với chiến thắng trước Gina Carano thông qua hình thức loại trực tiếp kỹ thuật vòng một (TKO).

## Thời niên thiếu
Cyborg là một cầu thủ bóng ném chơi cho đội tuyển quốc gia Brazil trước khi được phát hiện tài năng bởi Rudimar Fedrigo, một Huấn luyện viên chuyên nghiệp từ Học viện Chute Boxe.

## Sự nghiệp Võ tổng hợp
Cô đã dự định ra mắt MMA Hoa Kỳ vào ngày 26 tháng 7 năm 2008, thi đấu với võ sĩ Shayna Baszler tại EliteXC: Uninished Business. Cô đã giành được chiến thắng thông quaTKO ở ngay vòng thứ hai.
Cô phải đối mặt với Yoko Takahashi vào ngày 04 tháng 10 năm 2008, tại EliteXC: Heat. Cô đã chiến thắng trong trận đấu bằng quyết định nhất trí của các trọng tài.
Trận đấu tiếp theo của cô được lên kế hoạch để thi đấu với võ sĩ người Hà Lan Marloes Coenen tại XMMA 7 vào ngày 27 tháng 02 năm 2009, nhưng đã phải rút lui khỏi trận thi đấu sau khi ký hợp đồng mới với Strikeforce. Cyborg đã kiếm được đai tím BJJ dưới sự hướng dẫn của Huấn luyện viên võ jiu-jitsu Cristiano Marcello vào năm 2009.

### Giải vô địch Strikeforce

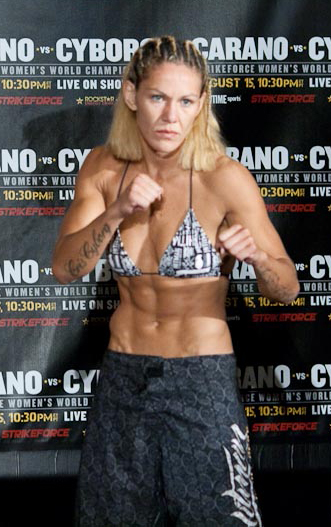
Cyborg được chụp vào năm 2009

Sau đó, cô đã ký hợp đồng thi đấu chuyên nghiệp với giải đấu Strikeforce,, điều này làm tăng đáng kể khả năng một trận thi đấu với đối thủ Gina Carano sẽ diễn ra. Trong lần ra mắt giải Strikeforce của mình, cô đã đối đầu với nữ võ sĩ Hitomi Akano vào ngày 11 tháng 04 năm 2009 tại Strikeforce: Shamrock vs. Diaz. Cyborg đã tăng 06 kg cho trận thi đấu này. Akano ban đầu từ chối cuộc chiến do Cyborg không tăng cân nhưng sau đó chấp nhận cuộc chiến. Nhờ vậy, cô đã đánh bại được Akano bằng TKO ở ngay từ vòng thứ ba.
Trước trận đấu với đối thủ Carano, Cyborg đã được phỏng vấn bởi phóng viên Aaron Tru của trang "Mmaworld Worldwide.com". Khi được hỏi phải mất bao lâu để giải quyết trận đấu với Carano với một cú nghẹn, cô nghẹn ngào nói với anh.
Cô đã có trận thi đấu với Gina Carano vào ngày 15 tháng 08 năm 2009 tại Strikeforce với Giải vô địch hạng lông nữ. Cyborg đã giành chiến thắng qua hình thức TKO vào lúc 4:59 của vòng 5. Tấm vé lần đầu tiên của một chương trình lớn có sự kiện chính giữa hai nữ võ sĩ. Sau trận đấu này, cô đã ôm chầm lấy Carano, và tuyên bố trong cuộc phỏng vấn sau đó rằng cô có sự tôn trọng rất lớn đối với Carano trước trận thi đấu, và đó là vinh dự được so gang cùng với đối thủ của mình.
Cô tiếp tục bảo vệ Danh hiệu của mình bằng trận đấu với Marloes Coenen, vốn là võ sĩ nổi tiếng của Hà Lan tại một sự kiện giải đấu Strikeforce vào ngày 30 tháng 1 năm 2010  Cô đã chiến thắng trong trận đấu thông qua TKO lúc 3:40 của tại vòng ba.
Giám đốc điều hành của Strikeforce là Scott Coker tuyên bố rằng võ sĩ thách thức tiếp theo với Cyborg rất có thể sẽ là Erin Toughill. Tuy nhiên, Toughill sau đó tuyên bố ý định rời khỏi Strikeforce và do vậy thì kế hoạch cho trận thi đấu với cô đã bị hủy bỏ.
Vào ngày 07 tháng 04 năm 2010, Scott Coker tuyên bố rằng Cyborg sẽ chiến đấu một lần nữa vào tháng 06 năm đó. Cô phải thi đấu với đối thủ Jan Finney tại Strikeforce: Fedor vs. Werdum  và chiến thắng trận đấu một lần nữa thuộc về Cyborg thông qua KO ở ngay vòng thứ hai. Sau đó Hợp đồng của cô với Strikeforce đã hết hạn vào ngày 26 tháng 06 năm 2011. Nhưng với thành tích ấn tượng, dĩ nhiên Cô đã gia hạn hợp đồng với Strikeforce vào ngày 25 tháng 8 năm 2011.

#### Sử dụng doping và bị đình chỉ
Vào ngày 23 tháng 09 năm 2011, Cyborg tuyên bố rằng cô sẽ trở lại  để đối đầu với nữ võ sĩ Hiroko Yamanaka (của Nhật Bản). Trận thi đấu diễn ra tại Strikeforce: Melendez vs. Masvidal vào ngày 17 tháng 12 năm 2011  Cô đã giành chiến thắng thông qua TKO chỉ 16 giây ngay tại vòng đầu tiên của trận đấu; tuy nhiên, vào ngày 06 tháng 01 năm 2012, Cyborg đã bị xem xét và bất ngờ cho kết quả dương tính với stanozolol, một steroid đồng hóa bị cấm trong thi đấu. Do chất bị cấm, kết quả của trận đấu này đã được thay đổi thành không có cuộc thi nào trước đó. Cyborg cũng đã bị treo giấy phép thi đấu quốc tế trong một năm và bị phạt số tiền lên tới 2.500 đô la.

### Giải vô địch Invicta Fighting
Vào ngày 15 tháng 02 năm 2013, tức là khoảng 01 tháng sau khi Strikeforce xem xét lại, Cyborg đã ký được một thỏa thuận nhiều trận thi đấu tại Giải vô địch Invicta Fighting. Lịch thi đấu của Cô đã được lên kế hoạch vào ngày 05 tháng 04 tại Invicta FC 5: Penne vs. Waterson với trận thi đấu với đối thủ Ediane Gomes để xác định ai sẽ là người lọt vào vòng tiếp theo, để đấu với Marloes Coenen. Tuy nhiên, Gomes bị chấn thương và thay vào đó Cyborg phải đối đầu với một đối thủ khác là Fiona Muxlow. Cyborg đã giành chiến thắng trở lại bằng TKO ở ngay vòng đầu tiên.
Cyborg đối mặt với Marloes Coenen trong trận tái đấu tại Giải vô địch hạng lông Invicta FC khai mạc tại Invicta FC 6: Coenen vs. Cyborg vào ngày 13 tháng 07 năm 2013. Tại trận đấu này, Cô đã đánh bại nữ võ sĩ Coenen bằng hình thức TKO ở vòng thứ tư để trở thành Nhà nữ vô địch hạng lông Invicta FC đầu tiên.
Cô trở lại Muay Thai để đối mặt với Jennifer Colombia tại Lion Fight 11 ở Las Vegas vào ngày 20 tháng 9 năm 2013, đánh bại người phụ nữ Pháp bất bại trước đó bởi TKO ở vòng ba. Ban đầu, cô đã định chiến đấu với Martina Jindrova nhưng Jindrova đã rút lui vì chấn thương.
Cô đã mất một quyết định nhất trí năm vòng với Jorina Baars trong cuộc đấu tranh cho Giải vô địch Welterkg Lion Fight Women's khai mạc trong sự kiện hợp tác chính của Lion Fight 14 tại Las Vegas, Nevada, Hoa Kỳ vào ngày 28 tháng 3 năm 2014. Baars chính thức hạ gục Cyborg ở vòng đầu tiên bằng một cú đá đầu và ở vòng thứ năm với một cú đá gót chân xoay tròn, mặc dù trọng tài Tony Weeks đã bỏ lỡ ít nhất hai lần khác trong suốt cuộc chiến nơi có thể hạ gục. Cyborg đánh bạt từ một cú đá phía trước trong một lần và từ đầu gối lên người khác, cả hai lần họ đều bị trọng tài cai trị.
Vào tháng 02 năm 2015, Cyborg đã trở lại thi đấu đỉnh cao MMA để bảo vệ danh hiệu Invicta Featherkg của cô trước Charmaine Tweet trong sự kiện chính tại Invicta FC 11. Và, Cô bảo vệ thành công danh hiệu của mình, với chiến thắng trong trận thi đấu này thông qua TKO chỉ sau chưa đầy một phút ở ngay vòng thi đấu đầu tiên.
Cyborg đối đầu cùng nữ võ sĩ Faith Van Duin vào ngày 09 tháng 07 năm 2015 tại Invicta FC 13: Cyborg vs. Vân Duin. Cô đã giành chiến thắng trong trận thi đấu này bằng TKO ở ngay vòng đầu tiên bởi kỹ thuật đầu gối vào cơ thể và các cú đấm.

### Giải vô địch chiến đấu cuối cùng
Vào tháng 03 năm 2015, Cyborg đã ký hợp đồng với UFC. Cyborg xuất hiện lần đầu tại UFC 198 để đối đầu cùng Leslie Smith tại một catchweight 140 pounds. Cô cũng đã giành chiến thắng trong trận thi đấu này bởi TKO ở ngay vòng đầu tiên.
Cyborg phải đối mặt với Lina Länsberg trong một trận đấu hấp dẫn (140 lb) vào ngày 24 tháng 09 năm 2016, tại UFC Fight Night 95. Trọng tài trận đấu này đã cho dừng trận thi đấu giữa chừng sau vòng hai sau khi Länsberg không thể tự vệ một cách hiệu quả.
Vào tháng 12 năm 2016, UFC đã được thông báo về vi phạm doping USADA tiềm năng của Cyborg. Đội của Cyborg ngay lập tức trả lời rằng nó liên quan đến một chất giúp cô phục hồi sau khi giảm cân. Vào ngày 17 tháng 2 năm 2017, Cyborg đã được cấp miễn trừ sử dụng trị liệu hồi tố (TUE). Do đó, việc đình chỉ của cô đã được dỡ bỏ, và cô ngay lập tức đủ điều kiện để cạnh tranh.
Vào tháng 03 năm 2017, là thời điểm Cyborg đã bỏ trống danh hiệu Invicta Featherkg của mình và quyết định tham gia thi đấu trở lại với Germaine de Randamie để nhắm đến chiếc đai UFC 214 ở Anaheim, California, USA. Trận đấu không thể diễn ra như kế hoạch khi đối thủ của cô là Germaine de Randamie từ chối chiến đấu với Cyborg và nói rằng Cyborg là một kẻ lừa đảo ma túy và thậm chí cô sẵn sàng với việc bị Ban tổ chức tước đai vì không chiến đấu với Cyborg. De Randamie đã bị tước đai vào ngày 19 tháng 06 năm 2017, bởi UFC  và Cyborg tiếp tục được bố trí sẽ đối đầu với Megan Anderson để giành chức vô địch Giải hạng lông UFC Women's tại UFC 214 vào ngày 29 tháng 07 tại Anaheim, California. Vào ngày 27 tháng 06, Anderson đã bất ngờ rút khỏi trận thi đấu vì lý do cá nhân và được thay thế bởi nhà vô địch Invicta FC Bantamkg hiện tại là Tonya Evinger. Thật tuyệt vời khi Cyborg đã giành chiến thắng bằng hình thức TKO ở ngay vòng thứ ba để lên ngôi vô địch UFC đầu tiên trong sự nghiệp của cô.
Trong lần bảo vệ danh hiệu đầu tiên và cuộc chiến đầu tiên trong hợp đồng bốn trận đấu mới của cô sau đó, Cyborg đã đối đầu với nữ võ sĩ Holly Holm vào ngày 30 tháng 12 năm 2017, trong một sự kiện chính thức của UFC 219. Cô đã giành chiến thắng trong trận thi đấu thông qua quyết định nhất trí của các trọng tài. Chiến thắng này một lần nữa mang lại cho cô phần thưởng Fight of the Night đầu tiên cho mình.
Cyborg đối mặt với cựu vô địch bantam hạng Invicta, Yana Kunitskaya, vào ngày 03 tháng 03 năm 2018 tại UFC 222 để bảo vệ danh hiệu hạng lông thứ hai của cô trong sự nghiệp. Cyborg đã giành chiến thắng trong trận thi đấu bởi hình thức TKO ở ngay vòng đầu tiên. Sau chiến thắng, cô đã quyết định làm từ thiện, với hành động tặng 222 bánh mì kẹp thịt cho người vô gia cư ở Los Angeles, như cách ăn mừng của cô.
Cyborg đã phải đối đầu với nhà vô địch thống trị UFC Women's Bantamkg, Amanda Nunes, tại Giải vô địch hạng lông UFC dành cho nữ vào ngày 29 tháng 12 năm 2018 tại UFC 232. Đối thủ quá mạnh này đã đánh bại Cyborg bằng hình thức loại trực tiếp ngay từ vòng đầu tiên, để lại cho cô một trận thua loại trực tiếp đầu tiên trong sự nghiệp thi đấu MMA của mình.
Cyborg dự định sẽ tiếp tục đối đầu với đối thủ Felicia Spencer vào ngày 27 tháng 07 năm 2019 tại UFC 240.

## Cuộc sống cá nhân
Cyborg đã có cuộc hôn nhân với nam võ sĩ MMA Evangelista "Cyborg" Santos, và được gắn tên vào biệt danh của anh ta. Dù vậy, cặp đôi này đã chia tay nhau vào tháng 12 năm 2011. Sau hôn nhân này, cô trở thành công dân Hoa Kỳ nhập tịch vào năm 2016.

## Giải vô địch và thành tích
| - Ultimate Fighting Championship - UFC Women's Featherweight Championship (One time) - Two successful title defenses - Fight of the Night (One time) vs. Holly Holm - Strikeforce - Strikeforce Women's Featherweight World Championship (One time; First; Last; Only) - Two successful title defenses - 2010 Female Fighter of the Year - Invicta Fighting Championships - Invicta FC Featherweight World Championship (One time, First) - Three successful title defenses - Performance of the Night (two times) vs. Charmaine Tweet and Faith Van Duin - World MMA Awards - 2010 Female Fighter of the Year - 2009 Female Fighter of the Year - Women's MMA Awards - 2013 Featherweight of the Year - 2011 Female Fan Favorite of the Year - 2010 Female Featherweight of the Year - 2009 Female Featherweight of the Year - 2009 Headline of the Year w/ Gina Carano in Strikeforce: Carano vs. Cyborg - AwakeningFighters.com WMMA Awards - 2013 Featherweight of the Year - Sherdog - 2010 Beatdown of the Year vs. Jan Finney on June 26 - 2010 All-Violence Third Team - Sports Illustrated - 2009 Female Fighter of the Year - Fight Matrix - 2010 Female Fighter of the Year - MixedMartialArts.com - 2009 Female Fighter of the Year - Examiner.com - 2009 Female Fighter of the Year - MMADNA.nl - 2016 Debut of the Year. | - International Brazilian Jiu-Jitsu Federation - 2012 IBJJF World Jiu-Jitsu Championship Female Purple Belt Gold Medalist - 2011 IBJJF World Jiu-Jitsu Championship Female Purple Belt Gold Medalist - Abu Dhabi Combat Club - 2009 ADCC Submission Wrestling World Championship Bronze Medalist - AwakeningFighters.com Muay Thai Awards - 2014 Fight of the Year vs. Jorina Baars at Lion Fight 14 - Federação Paulista de Luta Olímpica - 2007 Brazil Cup International Senior Women's Freestyle Gold Medalist - Federação Paranaense de Lutas Associadas - Paraná Senior Women's Freestyle State Championship (2007) |

## Kỷ lục võ thuật
| Phá vỡ kỷ lục chuyên nghiệp |                |           |
| 23 kết quả phù hợp          | 20 chiến thắng | 2 thua lỗ |
| Bằng cách loại trực tiếp    | 17             | 1         |
| Bằng cách gửi               | 0              | 1         |
| Theo quyết định             | 3              | 0         |
| Không có cuộc thi           | 1              | 1         |

| Res. | Record   | Opponent         | Method                             | Event                                | Date                      | Round | Time | Location                               | Notes |
| ---- | -------- | ---------------- | ---------------------------------- | ------------------------------------ | ------------------------- | ----- | ---- | -------------------------------------- | --- |
| Loss | 20–2 (1) | Amanda Nunes     | KO (punch)                         | UFC 232                              | ngày 29 tháng 12 năm 2018 | 1     | 0:51 | Inglewood, California, United States   | Lost the UFC Women's Featherweight Championship. |
| Win  | 20–1 (1) | Yana Kunitskaya  | TKO (punches)                      | UFC 222                              | ngày 3 tháng 3 năm 2018   | 1     | 3:25 | Las Vegas, Nevada, United States       | Defended the UFC Women's Featherweight Championship. |
| Win  | 19–1 (1) | Holly Holm       | Decision (unanimous)               | UFC 219                              | ngày 30 tháng 12 năm 2017 | 5     | 5:00 | Las Vegas, Nevada, United States       | Defended the UFC Women's Featherweight Championship. Fight of the Night.                                                                                           |
| Win  | 18–1 (1) | Tonya Evinger    | TKO (knees)                        | UFC 214                              | ngày 29 tháng 7 năm 2017  | 3     | 1:56 | Anaheim, California, United States     | Won the vacant UFC Women's Featherweight Championship. |
| Win  | 17–1 (1) | Lina Länsberg    | TKO (punches)                      | UFC Fight Night: Cyborg vs. Lansberg | ngày 24 tháng 9 năm 2016  | 2     | 2:29 | Brasília, Brazil                       | Catchweight (140 lbs) bout. |
| Win  | 16–1 (1) | Leslie Smith     | TKO (punches)                      | UFC 198                              | ngày 14 tháng 5 năm 2016  | 1     | 1:21 | Curitiba, Brazil                       | Catchweight (140 lbs) bout. UFC debut. |
| Win  | 15–1 (1) | Daria Ibragimova | KO (punches)                       | Invicta FC 15: Cyborg vs. Ibragimova | ngày 16 tháng 1 năm 2016  | 1     | 4:58 | Costa Mesa, California, United States  | Defended the Invicta FC Featherweight Championship. |
| Win  | 14–1 (1) | Faith Van Duin   | TKO (knee to the body and punches) | Invicta FC 13: Cyborg vs. Van Duin   | ngày 9 tháng 7 năm 2015   | 1     | 0:45 | Las Vegas, Nevada, United States       | Defended the Invicta FC Featherweight Championship. Performance of the Night.                                                                                      |
| Win  | 13–1 (1) | Charmaine Tweet  | TKO (punches)                      | Invicta FC 11: Cyborg vs. Tweet      | ngày 27 tháng 2 năm 2015  | 1     | 0:46 | Los Angeles, California, United States | Defended the Invicta FC Featherweight Championship. Performance of the Night.                                                                                      |
| Win  | 12–1 (1) | Marloes Coenen   | TKO (punches and elbows)           | Invicta FC 6: Coenen vs. Cyborg      | ngày 13 tháng 7 năm 2013  | 4     | 4:10 | Kansas City, Missouri, United States   | Won the inaugural Invicta FC Featherweight Championship. |
| Win  | 11–1 (1) | Fiona Muxlow     | TKO (knees and punches)            | Invicta FC 5: Penne vs. Waterson     | ngày 5 tháng 4 năm 2013   | 1     | 3:46 | Kansas City, Missouri, United States   | Invicta FC Featherweight title eliminator. |
| NC   | 10–1 (1) | Hiroko Yamanaka  | NC (overturned)                    | Strikeforce: Melendez vs. Masvidal   | ngày 17 tháng 12 năm 2011 | 1     | 0:16 | San Diego, California, United States   | Originally a TKO (punches) win for Cyborg; overturned and stripped of the Strikeforce Women's Featherweight Championship after she tested positive for stanozolol. |
| Win  | 10–1     | Jan Finney       | TKO (knee to the body)             | Strikeforce: Fedor vs. Werdum        | ngày 26 tháng 6 năm 2010  | 2     | 2:56 | San Jose, California, United States    | Defended the Strikeforce Women's Featherweight Championship. |
| Win  | 9–1      | Marloes Coenen   | TKO (punches)                      | Strikeforce: Miami                   | ngày 30 tháng 1 năm 2010  | 3     | 3:40 | Sunrise, Florida, United States        | Defended the Strikeforce Women's Featherweight Championship. |
| Win  | 8–1      | Gina Carano      | TKO (punches)                      | Strikeforce: Carano vs. Cyborg       | ngày 15 tháng 8 năm 2009  | 1     | 4:59 | San Jose, California, United States    | Won the inaugural Strikeforce Women's Featherweight Championship.                                                                                                  |
| Win  | 7–1      | Hitomi Akano     | TKO (punches)                      | Strikeforce: Shamrock vs. Diaz       | ngày 11 tháng 4 năm 2009  | 3     | 0:35 | San Jose, California, United States    | Catchweight (150 lbs) bout; Cyborg missed weight. |
| Win  | 6–1      | Yoko Takahashi   | Decision (unanimous)               | EliteXC: Heat                        | ngày 4 tháng 10 năm 2008  | 3     | 3:00 | Sunrise, Florida, United States        | Catchweight (150 lbs) bout. |
| Win  | 5–1      | Shayna Baszler   | TKO (punches)                      | EliteXC: Unfinished Business         | ngày 26 tháng 7 năm 2008  | 2     | 2:48 | Stockton, California, United States    | Catchweight (140 lbs) bout. |
| Win  | 4–1      | Marise Vitoria   | TKO (stomps)                       | Storm Samurai 12                     | ngày 25 tháng 11 năm 2006 | 1     | 1:27 | Curitiba, Brazil                       | |
| Win  | 3–1      | Elaine Santiago  | TKO (corner stoppage)              | Storm Samurai 11                     | ngày 21 tháng 5 năm 2006  | 1     | 2:46 | Curitiba, Brazil                       | |
| Win  | 2–1      | Chris Schroeder  | TKO (punches)                      | Storm Samurai 10                     | ngày 28 tháng 1 năm 2006  | 1     | N/A  | Curitiba, Brazil                       | |
| Win  | 1–1      | Vanessa Porto    | Decision (unanimous)               | Storm Samurai 9                      | ngày 20 tháng 11 năm 2005 | 3     | 5:00 | Curitiba, Brazil                       | |
| Loss | 0–1      | Erica Paes       | Submission (kneebar)               | Show Fight 2                         | ngày 17 tháng 5 năm 2005  | 1     | 1:46 | Curitiba, Brazil                       | |

## Kỷ lục Muay Thái
| 2 Thắng (1 KO, 1 TKO), 1 thua, 0 hòa                                        |         |                                   |             |                       |                      |      |           |                                   |
| Kết quả                                                                     | Ghi lại | Phản đối                          | phương pháp | Biến cố               | Ngày                 | Tròn | Thời gian | Vị trí                            |
| Mất                                                                         | 2-1     | liên_kết=\|viền Ba-na-ba          | UD          | Sư tử chiến đấu 14    | 28 tháng 3 năm 2014  | 5    | 3:00      | liên_kết=\|viền Las Vegas, Nevada |
| For inaugural Lion Fight Muay Thai Women's World Welterweight Championship. |         |                                   |             |                       |                      |      |           |                                   |
| Thắng lợi                                                                   | 2-0     | liên_kết=\|viền Jennifer Colombia | TKO         | Sư tử chiến đấu 11    | 20 tháng 9 năm 2013  | 3    | 0:54      | liên_kết=\|viền Las Vegas, Nevada |
| Thắng lợi                                                                   | 1-0     | liên_kết=\|viền Edna              | KO          | Ước tính de Muay Thái | 21 tháng 10 năm 2006 | 1    | 1:30      | liên_kết=\|viền Curitiba, Paraná  |
| Huyền thoại Win Loss Draw/No contest Notes                                  |         |                                   |             |                       |                      |      |           |                                   |

## Hồ sơ vật lộn
| 8 Matches, 7 Wins (1 Submission), 1 Loss |     |                     |                         |                                         |          |      |                     |                |
| Kết quả                                  | Rec | Opponent            | Method                  | Event                                   | Division | Type | Date                | Location       |
| Win                                      | 7-1 | Venla Luukkonen     | Points (11-0)           | IBJJF World Championships (purple belt) | +74 kg   | Gi   | 1 tháng 6 năm 2012  | Long Beach, CA |
| Win                                      | 6-1 | Hillary VanOrnum    | Points (4-0)            | IBJJF World Championships (purple belt) | +74 kg   | Gi   | 1 tháng 6 năm 2012  | Long Beach, CA |
| Win                                      | 5-1 | Maia Matalon        | Submission (armbar)     | IBJJF World Championships (purple belt) | +74 kg   | Gi   | 1 tháng 6 năm 2012  | Long Beach, CA |
| Win                                      | 4-1 | Amanda Lucas        | Points (8-0)            | IBJJF World Championships (purple belt) | +74 kg   | Gi   | 3 tháng 6 năm 2011  | Long Beach, CA |
| Win                                      | 3-1 | Sarah Draht         | Points (16-0)           | IBJJF World Championships (purple belt) | +74 kg   | Gi   | 3 tháng 6 năm 2011  | Long Beach, CA |
| Win                                      | 2-1 | Rosangela Conceicao | Referee Decision        | ADCC World Championships                | +60 kg   | Nogi | 27 tháng 9 năm 2009 | Barcelona      |
| Loss                                     | 1-1 | Penny Thomas        | Negative Points (-2 -1) | ADCC World Championships                | +60 kg   | Nogi | 27 tháng 9 năm 2009 | Barcelona      |
| Win                                      | 1-0 | Ida Hansson         | Points (10-0)           | ADCC World Championships                | +60 kg   | Nogi | 26 tháng 9 năm 2009 | Barcelona      |

## Các lượt trả tiền cho mỗi lượt xem
| Không.        | Biến cố       | Chiến đấu               | Ngày                      | Địa điểm            | Thành phố                     | PPV mua   |
| ------------- | ------------- | ----------------------- | ------------------------- | ------------------- | ----------------------------- | --------- |
| 1.            | UFC 219       | Cyborg vs. Holm         | Ngày 30 tháng 12 năm 2017 | Đấu trường T-Mobile | Las Vegas, Nevada, Mỹ         | 380.000   |
| 2.            | UFC 222       | Cyborg vs. Kunitskaya   | Ngày 3 tháng 3 năm 2018   | Đấu trường T-Mobile | Las Vegas, Nevada, Mỹ         | 260.000   |
| 3.            | UFC 232       | Cyborg vs. Nunes (đồng) | Ngày 29 tháng 12 năm 2018 | Diễn đàn            | Inglewood, California, Hoa Kỳ | 700.000   |
| Tổng doanh số | Tổng doanh số | Tổng doanh số           | Tổng doanh số             | Tổng doanh số       | Tổng doanh số                 | 1.340.000 |

## Liên kết ngoại
- Trang web chinh thưc
- Cris Cyborg
- Thành tích MMA chuyên nghiệp của Cris Cyborg từ Sherdog

| Giải thưởng và thành tựu                                      | Giải thưởng và thành tựu                                                                       | Giải thưởng và thành tựu            |
| ------------------------------------------------------------- | ---------------------------------------------------------------------------------------------- | ----------------------------------- |
| Giải vô địch mới                                              | Nhà vô địch hạng lông Strike Strike 15 tháng 8 năm 2009 - 6 tháng 1 năm 2012 Tước              | Trống                               |
| Giải vô địch mới                                              | Nhà vô địch hạng lông Invicta FC hạng 1 Ngày 13 tháng 7 năm 2013 - 24 tháng 3 năm 2017 Vắc xin | Thành công bởi Megan Anderson </br> |
| Trống Tiêu đề cuối cùng được tổ chức bởi Germaine de Randamie | Nhà vô địch hạng lông UFC lần thứ 2 29 tháng 7 năm 2017 - 29 tháng 12 năm 2018                 | Thành công bởi Amanda Nunes         |